# Zak (dessinateur)
Pour les articles homonymes, voir Zak.
Zak de son vrai nom Jacques Moeraert, né le 4 mai 1948 à Gand (province de Flandre-Orientale), est un dessinateur de presse et auteur de bande dessinée belge néerlandophone.

## Biographie
Jacques Moeraert naît le 4 mai 1948 à Gand,,.

### Début de carrière
Il est initialement comptable, mais à l'âge de 25 ans, il se tourne vers le dessin. Avec son ami Quirit, il publie ses premiers dessins dans le magazine satirique De Zwijger du journaliste Johan Anthierens. Il publie la bande dessinée Hoe kwamen onze jongens ertoe met de romeinen te collaboreren ? (1983), qu'il signe du pseudonyme Zak et avec le chroniqueur Bert Verhoye, il dessine De Vliegende Paap (1985), une bande dessinée satirique sur le pape Jean-Paul II, publiée la même année que la visite papale en Belgique. Le titre de cette dernière bande dessinée fait référence à l'histoire Bob et Bobette de Willy Vandersteen De Vliegende Aap [« Le Singe volant » ] (1948), faisant un jeu de mots sur le mot « aap »  [« singe » ] et « paap »  [« pape » ].

### De Morgen
À la dissolution de De Zwijger en 1984, Karel, le frère de Johan Anthierens, guide Zak vers le journal de gauche De Morgen. À cette époque, le quotidien manque souvent de personnel. Lorsqu'un numéro manque de photographies, Zak est appelé pour réaliser des cartoons supplémentaires. Certaines éditions contenaient jusqu'à cinq dessins ou plus de Zak au lieu d'un ou deux habituellement. Et lorsque le journal est au bord de la faillite, il conçoit des affiches pour des spectacles afin de l'aider à surmonter ses difficultés financières. Finalement, la publication s'impose sur le marché belge de la presse, avec Zak comme dessinateur maison.

### Style
Zak est surtout connu pour son style ironique. Il trouve toujours le moyen de plaisanter sur des sujets d'actualité, aussi déprimants soient-ils, et de les ramener ainsi à leur juste perspective. Plus tôt dans sa carrière, Zak a souvent fait des gags sur des hommes politiques spécifiques, comme le Premier ministre Wilfried Martens, Paul Vanden Boeynants, le pape Jean-Paul II, le roi Baudouin et le dictateur zaïrois Mobutu Sese Seko. Peu à peu, le caricaturiste abandonne les références à des événements quotidiens spécifiques et à des personnalités politiques célèbres au profit de gags plus intemporels et généraux sur les gens ordinaires. Il abandonne également le format bande dessinée en 1993, préférant les cartoons d'une seule case et parce qu'il ne se considère pas comme un grand narrateur.

### Autres journaux et revues
Il a dessiné dans De Tijd, 't Pallieterke, dans l'hebdomadaire d'opinion Knack et dans Panorama (nl)
Le travail de Zak apparaît également dans les journaux néerlandais De Volkskrant, De Limburger, De Groene Amsterdammer et Het Parool. Il dessine également pour le ministère néerlandais de la Défense et le magazine mensuel des chemins de fer néerlandais. Il contribue également à la rubrique Vent du Nord du quotidien bruxellois Le Soir. En France, les lecteurs peuvent l'apprécier dans Le Point depuis 2006.

### Agendas
Chaque année, un agenda dénommé Zakagenda, reprend ses meilleurs dessins.

### Traduction en français
Thierry Groensteen le traduit et publie l'ouvrage Les Temps changent dans la collection « Humour » aux Éditions de l'An 2 en 2005,,.

### Illustrateur
Il met également son art au service du chanteur hollandais Herman van Veen pour lequel il illustre deux pochettes d'albums.

### Polémiques
Au début des années 1980, Paul Vanden Boeynants était une cible régulière de Zak. L'homme politique chevronné s'est senti tellement offensé par ses portraits qu'il a souvent écrit des lettres de protestation à De Morgen. Le sénateur UMP de Nouvelle-Calédonie Simon Loueckhote, écrit au président Nicolas Sarkozy pour lui demander de déposer plainte contre le journal De Morgen. Dans une caricature publiée au lendemain de la mort de dix soldats français en Afghanistan, le 18 août 2008, Zak, avait réalisé un dessin représentant deux passants contemplant des cercueils. L'un d'eux, faisant allusion aux Jeux olympiques de Pékin, disait : « Même lorsqu'ils rentrent d'Afghanistan, les Français ont des médailles. »

Selon l'écrivain Remco Campert : 

« Ce qui m'attire dans les dessins de Zak, c'est la douceur avec laquelle ils sont dessinés. Le mal ne coule pas des figures qu’il dessine. Ils font une impression quelque peu idiote, comme s’ils étaient perdus dans une situation qu’ils n’avaient pas provoquée. Mais le message qu’ils délivrent malgré eux est souvent moins doux. Toujours formulé avec précision, le drame est réduit à son essence. »

## Œuvres

### Albums de bande dessinée en français
- Les Temps changent, Éditions de l'An 2, coll. « Humour », Angoulême, septembre 2005
Scénario et dessin : Zak - Couleurs : noir et blanc -  (ISBN 2-84856-049-5),Traduction : Thierry Groensteen.

### Publications en néerlandais
- (nl) Pech onderweg, Anvers ; Amsterdam, Houtekiet ; De Harmonie, 2001, n.p., ill. ; 20 cm (ISBN 90-5240-623-5 et 90-6169-624-0)
- (nl) Het mobiele leven, Anvers ; Amsterdam, Houtekiet ; De Harmonie, 2003, n.p., ill. ; 20 cm (ISBN 90-5240-726-6 et 90-6169-685-2)
- (nl) Burengerucht, Anvers ; Amsterdam, Houtekiet ; De Harmonie, 2005, n.p., ill. ; 20 cm (ISBN 90-5240-861-0 et 90-6169-770-0)
- (nl) Blut, Louvain ; Amsterdam, Éditions Van Halewyck ; De Harmonie, 2009, 95 p., ill. ; 20 cm (ISBN 978-90-6169-925-5)
- (nl) Café 't Wereldje, Amsterdam, De Harmonie, 2011, 95 p., ill. ; 20 cm (ISBN 978-90-6169-791-6)

### Illustrations
- (nl + fr) Press Cartoon Belgium 2005 : de beste cartoons uit de Belgische pers tussen 1 april 2004 en 31 maart 2005 = Press Cartoon Belgium 2005 : les meilleurs dessins de presse belge parus entre le 1ᵉʳ avril 2004 et le 31 mars 2005, Leuven, Éditions Van Halewyck, 2005, 150 p., ill. ; 22 cm (ISBN 90-5617-656-0)
- (nl + fr) Press Cartoon Belgium 2006 : de beste cartoons uit de Belgische pers van het jaar 2005 = Press Cartoon Belgium 2006 : les meilleurs dessins de presse parus en 2005 dans la presse belge, Leuven, Van Halewyck, 2006, 143 p., ill. ; 22 cm (ISBN 90-5617-694-3)
- (nl + fr) Press Cartoon Belgium 2007 : de beste cartoons van 2006 in de Belgische pers = Press Cartoon Belgium 2007 : les meilleurs dessins de presse parus en 2006 dans les journaux belges, Leuven, Van Halewyck, 2007, 158 p., ill. ; 22 cm (ISBN 978-90-5617-759-1)
- (nl + fr) Press Cartoon Belgium 2008 : de beste cartoons van 2007 in de Belgische pers = Press Cartoon Belgium 2008 : les meilleurs dessins de presse parus en 2007 dans les journaux belges, Leuven, Van Halewyck, 2008, 159 p., ill. ; 22 cm (ISBN 978-90-8679-107-1)

## Prix et distinctions
- 1999 :  prix Royale Belge[2] du meilleur dessin de presse[7], plus tard dénommé prix Press Cartoon ;
- 2000 : prix Ark de la libre parole (nl)[7] ;
- 2001 :  prix tâche d'encre (nl)[1]
- 2003 :
  -  prix Press Cartoon Belgium[2] ;
  -  prix BeNe (nl)[1] ;
- 2008 :  prix BeNe (nl)[1] ;
- 2009 : Docteur honoris causa de la Vrije Universiteit Brussel[11] ;
- 2016 :  prix Press Cartoon Belgium[12].